# 佐野町 (横須賀市)
佐野町（さのちょう）は神奈川県横須賀市の町名。現行行政地名は佐野町一丁目から佐野町六丁目。住居表示未実施区域。

## 概要
横須賀市の中心市街地から1kmほど離れた住宅地。海から離れた丘となっている。住居表示は未実施であるが、地番整理を行ったために住所は整理されている。

## 地価
住宅地の地価は、2022年（令和4年）7月1日の公示地価によれば、佐野町2丁目23番3の地点で9万6900円/m2となっている。

## 沿革
- 1950年（昭和25年）8月1日 - 町界町名地番整理を実施[6]。
- 1975年（昭和50年） - 鶴久保小学校から分離して横須賀市立陽光小学校が開校[7]。
- 2006年（平成18年） - 陽光小学校が閉校[7]。
- 2013年（平成25年）4月 - 旧陽光小学校跡地に神奈川衛生学園専門学校の横須賀校が開校[8]。

## 世帯数と人口
2023年（令和5年）4月1日現在（横須賀市発表）の世帯数と人口は以下の通りである。
| 丁目         | 世帯数    | 人口    |
| ------------ | --------- | ------- |
| 佐野町一丁目 | 404世帯   | 791人   |
| 佐野町二丁目 | 369世帯   | 719人   |
| 佐野町三丁目 | 485世帯   | 1,013人 |
| 佐野町四丁目 | 245世帯   | 491人   |
| 佐野町五丁目 | 347世帯   | 619人   |
| 佐野町六丁目 | 342世帯   | 637人   |
| 計           | 2,192世帯 | 4,270人 |

### 人口の変遷
国勢調査による人口の推移。
| 年                 | 人口  |
| ------------------ | ----- |
| 1995年（平成7年）  | 6,309 |
| 2000年（平成12年） | 5,637 |
| 2005年（平成17年） | 5,210 |
| 2010年（平成22年） | 4,736 |
| 2015年（平成27年） | 4,550 |
| 2020年（令和2年）  | 4,192 |

### 世帯数の変遷
国勢調査による世帯数の推移。
| 年                 | 世帯数 |
| ------------------ | ------ |
| 1995年（平成7年）  | 2,350  |
| 2000年（平成12年） | 2,245  |
| 2005年（平成17年） | 2,184  |
| 2010年（平成22年） | 2,069  |
| 2015年（平成27年） | 2,047  |
| 2020年（令和2年）  | 1,915  |

## 事業所
2021年（令和3年）現在の経済センサス調査による事業所数と従業員数は以下の通りである。
| 丁目         | 事業所数  | 従業員数 |
| ------------ | --------- | -------- |
| 佐野町一丁目 | 27事業所  | 144人    |
| 佐野町二丁目 | 21事業所  | 121人    |
| 佐野町三丁目 | 19事業所  | 113人    |
| 佐野町四丁目 | 23事業所  | 127人    |
| 佐野町五丁目 | 31事業所  | 220人    |
| 佐野町六丁目 | 27事業所  | 102人    |
| 計           | 148事業所 | 827人    |

### 事業者数の変遷
経済センサスによる事業所数の推移。
| 年                 | 事業者数 |
| ------------------ | -------- |
| 2016年（平成28年） | 165      |
| 2021年（令和3年）  | 148      |

### 従業員数の変遷
経済センサスによる従業員数の推移。
| 年                 | 従業員数 |
| ------------------ | -------- |
| 2016年（平成28年） | 848      |
| 2021年（令和3年）  | 827      |

## 主な施設
- 神奈川衛生学園専門学校
- 横須賀佐野町郵便局
- 横須賀佐野南郵便局
- 佐野天然温泉のぼり雲
- 佐野ゴルフガーデン

## 交通

### 鉄道
町内を通過する鉄道は存在しない。最寄り駅はJR横須賀線の衣笠駅もしくは京急本線の県立大学駅である。

### バス
京浜急行バスが乗り入れている。

### 道路
中心を県道26号線が縦貫している。

## 通学区域
通学区域は以下の通りである（2017年2月時点）。
| 区域                                                                   | 小学校                                    | 中学校                                    |
| ---------------------------------------------------------------------- | ----------------------------------------- | ----------------------------------------- |
| 1 - 4丁目 5丁目（12番地 - 26番地を除く） 6丁目（9番地 - 33番地を除く） | 横須賀市立鶴久保小学校                    | 横須賀市立不入斗中学校                    |
| 5丁目12番地 - 26番地                                                   | 横須賀市立公郷小学校                      | 横須賀市立公郷中学校                      |
| 6丁目9番地 - 33番地                                                    | 横須賀市立公郷小学校 横須賀市立衣笠小学校 | 横須賀市立公郷中学校 横須賀市立衣笠中学校 |

## その他

### 日本郵便
- 郵便番号 : 238-0052[2]（集配局 : 横須賀郵便局[19]）。